# Anna Krepsztul
Anna Krepsztul (ur. 20 lutego 1932 we wsi Taboryszki, zm. 12 października 2007 tamże) – litewska malarka ludowa polskiej narodowości.

## Życiorys
Urodziła się jako córka Stanisława i Józefy z domu Ormowskich. Już w wieku 10 lat zachorowała na osteoporozę i gruźlicę kości powodujące ich łamliwość. W ciągu 70 lat artystka doznała 72 złamań kości, dodatkowo borykając się z cukrzycą i chorobą serca.
Pierwszych  lekcji malarstwa udzielał córce Stanisław Krepsztul – rzeźbiarz amator. Z przyczyn zdrowotnych Annie Krepsztul udało się zdać jedynie tak zwaną małą maturę, nigdy nie pobierała nauk w szkole plastycznej. Od 4 do 6 miesięcy rocznie artystka spędzała w szpitalach z powodu kolejnych licznych złamań kości. Po śmierci rodziców artystką zaopiekowała się siostra, Danuta Mołoczko, pomagając w codziennych pracach domowych. Przez ostatnie 20 lat życia artystka poruszała się wyłącznie na wózku inwalidzkim.
Po raz pierwszy wystawa prac artystki miała miejsce w 1949, w Wilnie, a kolejna wystawa odbyła się dopiero w 1985, w Stowarzyszeniu Twórców Ludowych w Wilnie. 
W 2002 została odznaczona Medalem Polonia Mater Nostra Est.
22 czerwca 2005 Anna Krepsztul i  prof. Andrzej Stelmachowski zostali – jako pierwsi w historii – wyróżnieni tytułem Honorowego Obywatela Rejonu Solecznickiego. Artystka sama nie była obecna na uroczystościach z powodu kolejnego pobytu w szpitalu.
Artystka była autorką około 3500 prac, w tym obrazu Matki Boskiej Ostrobramskiej z 1987, przekazanego w darze papieżowi Janowi Pawłowi II, za który otrzymała od niego list z podziękowaniem i błogosławieństwem. W 1993 w Kościele Ducha Świętego w Wilnie ks. Dariusz Stańczyk przekazał papieżowi kolejny dar od artystki, haftowany jedwabnymi nićmi obraz Matki Boskiej Bolesnej. Anna Krepsztul planowała sama przekazać obraz, jednak stanęło jej na przeszkodzie kolejne złamanie kości, tym razem kręgosłupa.
Zmarła 12 października 2007 w rodzinnych Taboryszkach na Wileńszczyźnie, gdzie została pochowana 14 października na miejscowym cmentarzu. Uroczystościom pogrzebowym przewodniczył bp Juozas Tunaitis. Pomnik na jej grobie wykonała Jadwiga Szczykowska-Załęska.
Obrazy artystki znajdują się w zbiorach prywatnych oraz galeriach, między innymi w Polsce, Litwie, USA, Anglii, Niemczech, Francji, Australii i Kanadzie, a także zdobią  kościoły w Rostowie nad Donem, Witebsku na Białorusi oraz kanadyjskim Wilnie (obraz Bożego Miłosierdzia). W 1995 odbyła się w Chicago wystawa prac artystki, a środki uzyskane podczas aukcji zostały przekazane na pomoc Uniwersytetowi Polskiemu w Wilnie i kościołowi w Onżadowie.